# アンディジャン空港
アンディジャン空港 (英語: Andizhan Airport)、(IATA: AZN, ICAO: UTKA) はウズベキスタン・アンディジャン州の州都アンディジャンにある空港である。

## 概要
空港の海抜は462mである。滑走路は一つで、全長は2978mx38mである。

## 発着便
| 航空会社 | 就航地                                           |
| -------- | ------------------------------------------------ |
| S7航空   | ノヴォシビルスク(2025年10月27日より運航開始予定) |